# Svinesundský most
Svinesundský most (švédsky Svinesundsbron; norsky Svinesundsbroen) je jméno dvou mostů přes mořskou úžinu Svinesund, která je přirozenou hranicí mezi Norskem a Švédskem. Po mostech vede evropská silnice E6.
Starší, dvoupruhový most (Gamla Svinesundsbron) je dlouhý 420 metrů, vysoký 58 metrů a stavěl se v letech 1939 až 1942. Je v provozu od roku 1946.
Nový, čtyřpruhový most (Nya Svinesundsbron) byl otevřen 10. června 2005 za přítomnosti švédského i norského královského páru (původně se plánovalo otevření již 7. června při stém výročí osamostatnění Norska).
Je to nejdelší jednoobloukový most světa. Je dlouhý 704 metrů, samotnou úžinu překračuje díky 247 m dlouhému betonovému oblouku vysokému 92 metrů s mostovkami 61 metrů nad mořskou hladinou.

## Fotogalerie

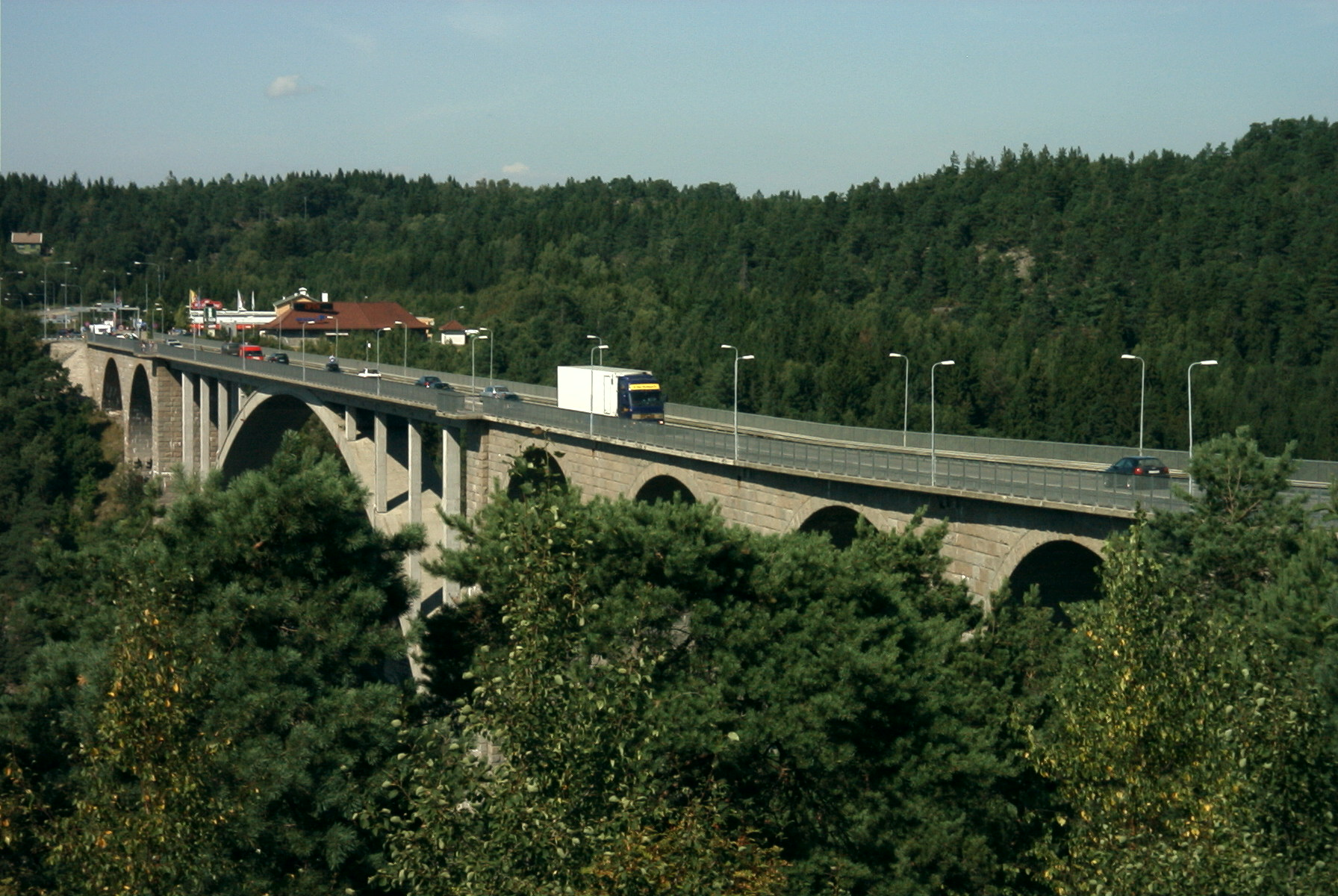
Starý Svinesundský most
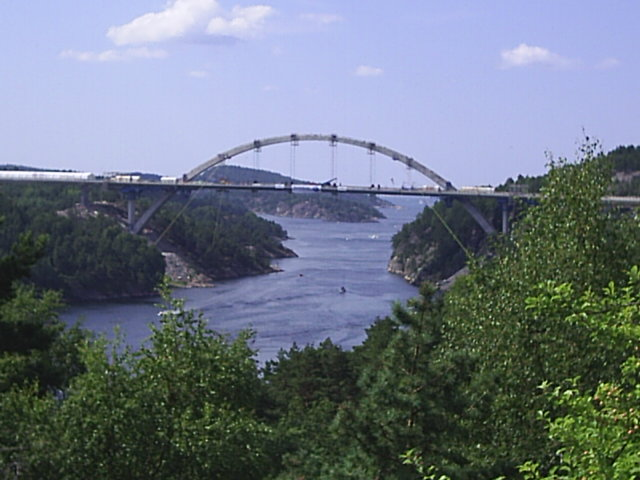
Nový Svinesundský most
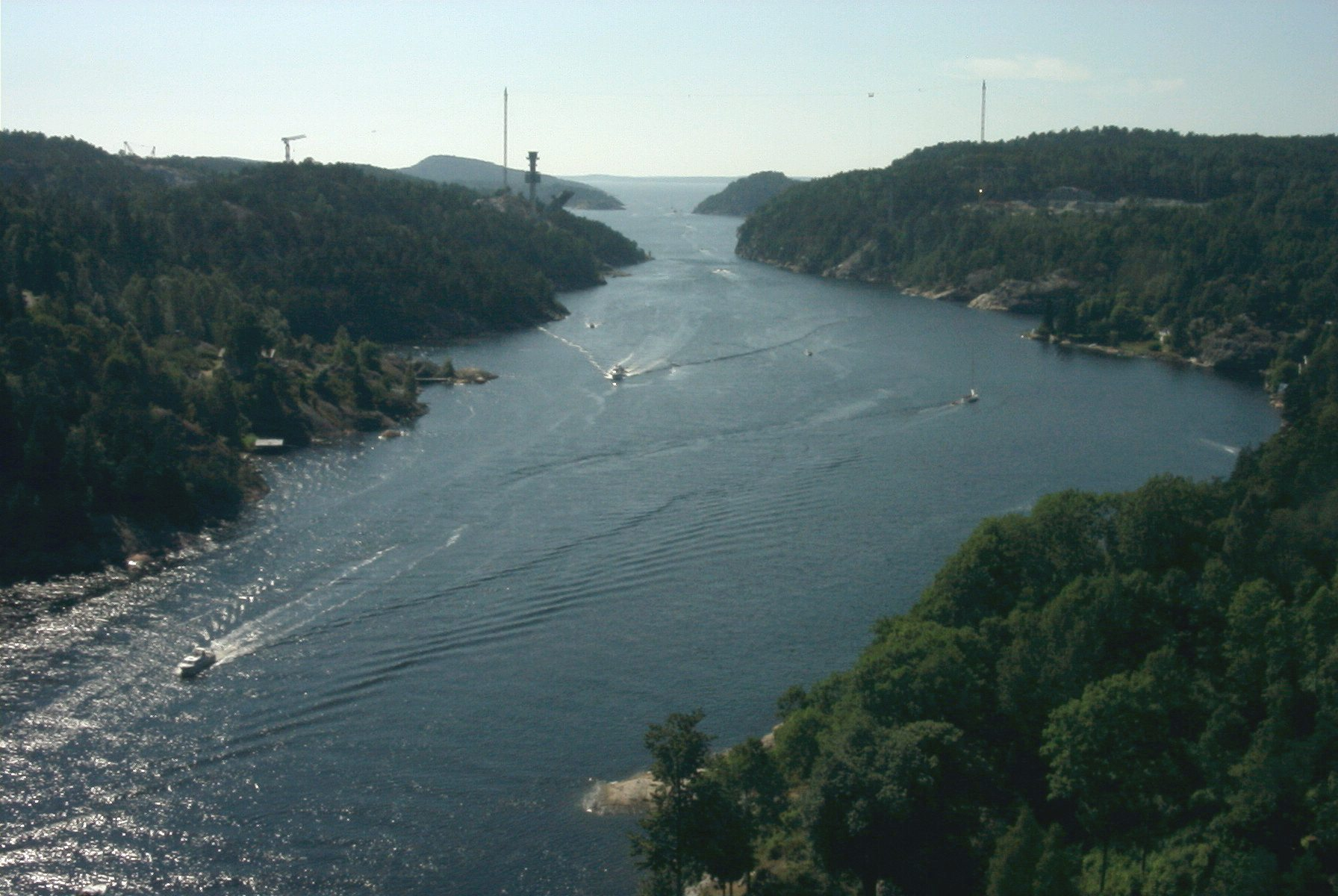
Počátek stavby nového mostu